# Planète Juniors
Planète Juniors est une chaîne de télévision française ludo-éducative destinée aux 8-13 ans, faisant partie du groupe de chaînes Planète. Elle succède Ma Planète le 4 septembre 2007 à la suite de sa fusion avec Eurêka! de TPS. La chaîne s'arrête le 22 mars 2009 à minuit après un an et demi d'existence et quelques programmes sont alors transférés sur Télétoon.

## Comité éditorial
Le comité est alors composé des directeurs des unités jeunesse de France 2 et France 3, du secrétaire général de l'antenne de France 5, du directeur général de France Télévisions Développement et du directeur général adjoint chargé des chaînes découverte et divertissement de Planète. Il définit la ligne éditoriale de la chaîne.
Président :
- Georges Pernoud

Directeur Général Chaînes Jeunesse :
- François Deplanck

## Capital
À sa création, le capital de la chaîne est détenu à 66 % par MultiThématiques (Groupe Canal+) et à 34 % par France Télévisions.
Planète Juniors est née à la suite de la fusion de Ma Planète (Canalsat) et de Eurêka! (TPS).

## Positionnement
La chaîne ludo-active pour découvrir le monde en s'amusant.

## Programmes
Une programmation différente et originale comparée aux autres chaînes jeunesse : fictions, magazines, documentaires. Planète Juniors propose une grande partie de ses programmes de fiction en diffusion multilingue français/anglais.

### Documentaires
- M.A.D. Mission Découverte Aventure
- La Terre vue d'Alban
- Prête-moi ta vie
- Vivre avec les Lions
- Bienvenue dans mon pays

### Magazines
- La Boîte à Trucs
- Bouge Ta Science !
- C'est pas sorcier
- Ecolo Labo
- Tricky TV
- Pas Banal l'animal
- Les Chronoreporters
- Sophie.club
- Expérience Eureka!
- Spynet

### Fictions
- Nos cousins koalas
- Rivaux mais pas trop
- 4 gegen Z
- Les compagnons de l'aventure
- Un monde très spatial
- Les histoires secrètes d'Enid Blyton
- Les mystères de la bibliothèque
- Horace et Tina
- Océane
- Zoé Safari
- Tracy Beaker
- Lockie Leonard
- Mystère Zack
- Jump!
- Dinosapien
- Newland Street
- B.A.R.Z
- La Vie selon Annie
- Mes parents cosmiques
- Le Club des cinq
- Hockey club

### Docu-réalité / jeu
- Objectif aventure
- Évacuation
- Fleur de Lampaul
- Superjob
- Superzik
- Supersport